# رایانه کم دستور

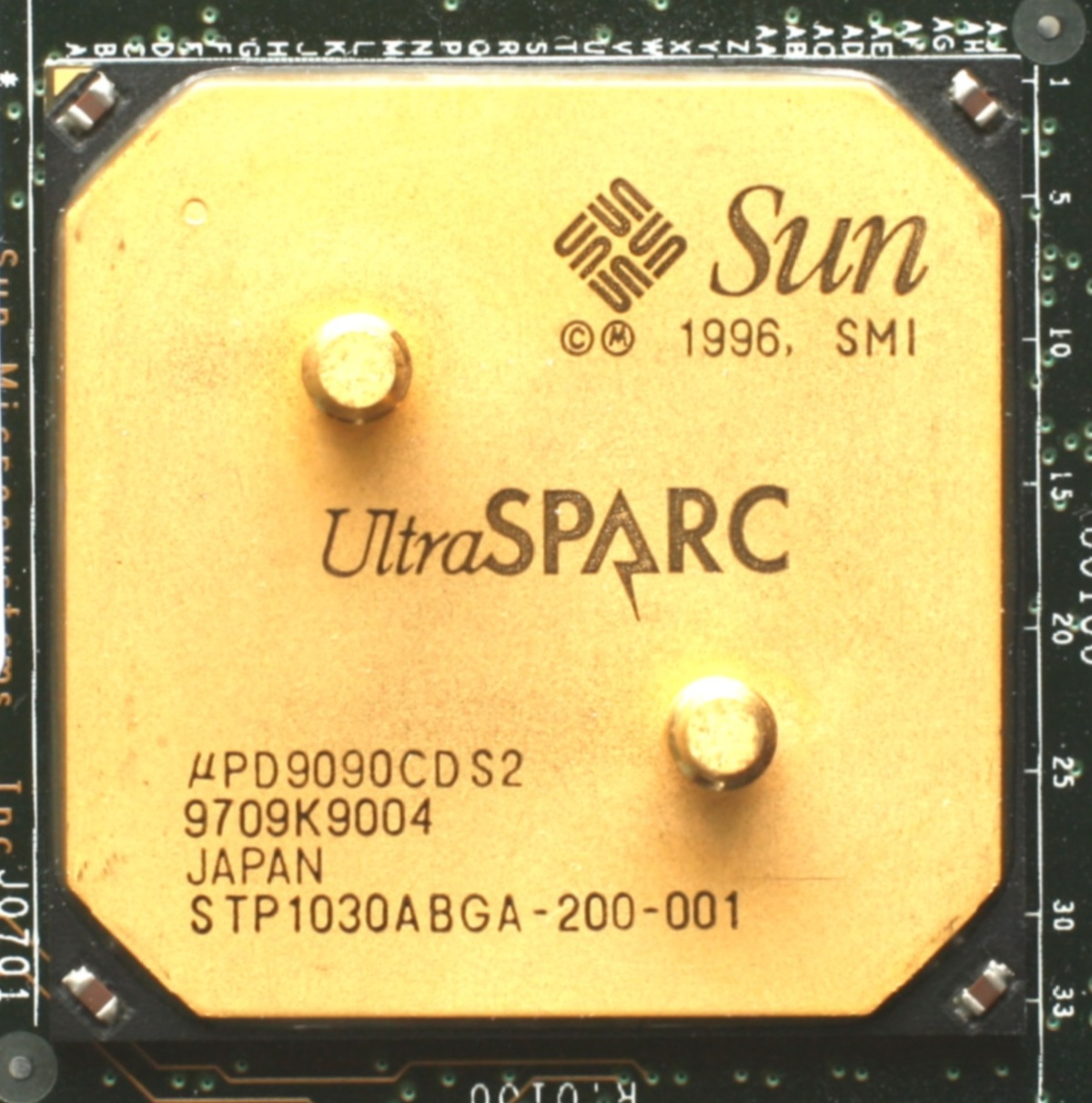
پردازنده رایانه کم دستور

رایانه کم دستور (به انگلیسی: Reduced instruction set computer) با کوته‌نوشت ریسک (به انگلیسی: RISC، ‎/rɪsk/‎)، یک نوع معماری ساخت ریزپردازنده است. یک رایانه RISC به جای مجموعه بزرگی از دستورالعمل‌های پیچیده و تخصصی، مجموعه ای کوچک از دستورالعمل‌های ساده و عمومی دارد. وجه تمایز اصلی معماری RISC این است که مجموعه دستورالعمل با استفاده از تعداد زیادی رجیستر و یک خط لوله دستورالعمل بسیار منظم بهینه شده‌است که این امر باعث می‌شود تا تعداد کمی سیکل ساعت به ازای هر دستورالعمل (به انگلیسی: CPI) داشته باشیم. یکی دیگر از ویژگی‌های معمول RISC، معماری بارگیری/ذخیره (به انگلیسی: load/store) است، که در آن از طریق دستورالعمل‌های خاص و نه به عنوان بخشی از اکثر دستورالعمل‌ها، به حافظه دسترسی پیدا می‌کنیم.
انواع مختلفی از طرح‌های RISC شامل ARC, Alpha, Am29000، ARM، Atmel AVR, Blackfin, i860، i960، M88000، MIPS, PA-RISC, Power ISA (شامل PowerPC) , RISC-V، SuperH و SPARC است. استفاده از پردازنده‌های معماری ARM در تلفن‌های هوشمند و رایانه‌های لوحی مانند iPad و دستگاه‌های Android زمینه کاربری گسترده‌ای را برای سیستم‌های مبتنی بر RISC فراهم کرده‌است. همچنین از پردازنده‌های RISC در ابر رایانه‌هایی مانند Summit استفاده می‌شود که از ژانویه سال ۲۰۲۰ سریعترین ابر رایانه جهان است که در پروژه TOP500 رتبه‌بندی شده‌است.
دانشمند رایانه دیوید پترسون در سال ۲۰۱۷ به همراه جان هنسی، جایزه تورینگ را برای کار مشترکشان در توسعه‌دادن معماری رایانه کم‌دستور (ریسک/RISC) دریافت کردند.

## تاریخچه و توسعه
طراحی موتور محاسبات اتوماتیک (ACE) آلن تورینگ در سال ۱۹۴۶ بسیاری از ویژگی‌های معماری RISC را داشت. تعدادی از سیستم‌ها، که به دهه ۱۹۶۰ بازمی‌گردد، به عنوان اولین معماری RISC شناخته شده‌اند، که بخشی از آن بر اساس استفاده از رویکرد بار / فروشگاه است. اصطلاح RISC توسط دیوید پترسون از پروژه Berkeley RISC ابداع شده‌است، اگرچه قبلاً مفاهیم تقریباً مشابهی ظاهر شده بودند.
از سال ۲۰۱۰، معماری مجموعه جدید منبع باز (ISA) , RISC-V، در دانشگاه کالیفرنیا، برکلی، برای اهداف تحقیقاتی و به عنوان یک جایگزین رایگان برای ISAهای اختصاصی در دست توسعه است. از سال ۲۰۱۴، نسخه ۲ فضای کاربر ISA ثابت است. ISA به گونه ای طراحی شده‌است که از یک هسته barebones قابل استفاده باشد و برای یک پردازنده کوچک تعبیه شده تا استفاده از رایانه‌های رایانه ای و ابری با استفاده از پسوندهای تعریف شده و پردازنده‌های تعریف شده و تراشه‌ها، قابل استفاده باشد. این آزمایش در طراحی سیلیکون با ROCKET SoC انجام شده‌است که به عنوان یک ژنراتور پردازنده منبع باز به زبان CHISEL نیز موجود است.
اولین پروژه مبتنی بر معماری ریسک در اواخر دهه ۷۰ و اوایل دهه ۸۰ میلادی توسط شرکت آی‌بی‌ام، دانشگاه استانفورد و دانشگاه برکلی آغاز شد. در آن دوره معماری میپس از دانشگاه استانفورد و نسخه‌های ۱ و ۲ پروژه ریسک از دانشگاه برکلی، همگی بر پایهٔ یک فلسفه بنا شده بودند که بعداً به عنوان معماری ریسک شناخته شد و در خواص زیر مشترک بودند:
- زمان اجرای یک چرخه ای
- استفاده از روش خط لوله‌ای
- تعداد زیاد ثبات‌ها

## مقایسه با سایر معماری‌ها
برخی از CPUها به‌طور خاص طراحی شده‌اند تا مجموعه ای از دستورالعمل‌های بسیار کمی داشته باشند - اما این طراحی‌ها با طرح‌های کلاسیک RISC بسیار متفاوت است، بنابراین به آنها اسامی دیگری از قبیل رایانه تنظیم حداقل دستورالعمل (MISC) یا معماری محرک (TTA) داده شده‌است.
معماری RISC به‌طور سنتی در بازارهای رایانه رومیزی و سرورهای کالا، موفقیت‌های کمی داشته‌است، جایی که سیستم عامل‌های مبتنی بر x86 همچنان معماری اصلی پردازنده هستند. با این حال، ممکن است این تغییر کند، زیرا پردازنده‌های مبتنی بر ARM برای سیستم‌های با کارایی بالاتر تولید می‌شوند. تولیدکنندگانی از جمله Cavium , AMD و Qualcomm پردازنده‌های سرور را بر اساس معماری ARM منتشر کرده‌اند. ARM همچنین در سال ۲۰۱۷ با Cray در تولید ابر رایانه مستقر در ARM همکاری می‌کند. مایکروسافت در دسک تاپ اعلام کرد که قصد دارد از نسخه رایانه شخصی ویندوز ۱۰ در دستگاه‌های مبتنی بر کوالکام اسنپ دراگون در سال ۲۰۱۷ به عنوان بخشی از همکاری این شرکت با کوالکام پشتیبانی کند. این دستگاه‌ها از طریق یک شبیه‌ساز پردازنده x86 از نرم‌افزار Win32 مبتنی بر x86 پشتیبانی می‌کنند.
با این وجود، در خارج از عرصه دسک تاپ، معماری ARM RISC در تلفن‌های هوشمند، تبلت‌ها و اشکال بسیاری از دستگاه تعبیه شده کاربرد گسترده‌ای دارد. همچنین این مورد وجود دارد که از زمان پنتیوم پرو (P6)، اینتل از هسته پردازنده داخلی RISC برای پردازنده‌های خود استفاده کرده‌است.
در حالی که طرحهای اولیه RISC با طرحهای CISC معاصر تفاوت چشمگیری داشتند، تا سال 2000 CPUهای با بالاترین عملکرد در خط RISC تقریباً از بالاترین عملکرد پردازنده‌های خط CISC غیرقابل تشخیص بودند.

## استفاده از معماری RISC

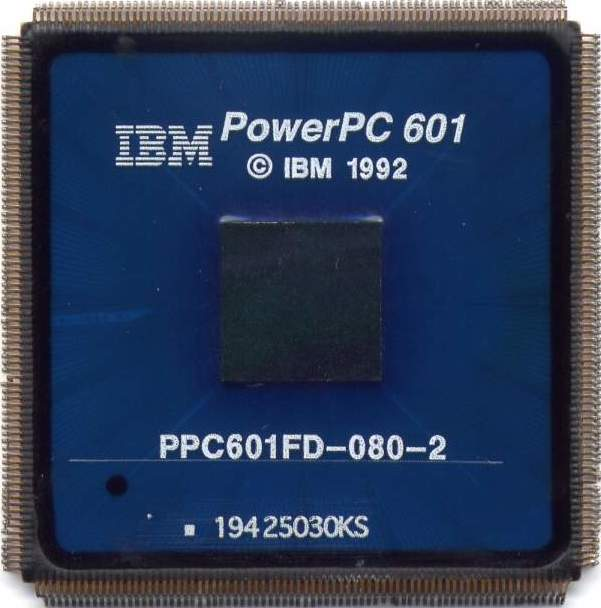
تصویری از پردازنده‌ی PowerPC601 PPC601FD-080-2

معماری RISC هم‌اکنون در طیف وسیعی از سیستم عامل‌ها استفاده می‌شود، از تلفن‌های هوشمند و رایانه‌های لوحی گرفته تا برخی از سریعترین تصتابر رایانه‌های جهان مانند Summit، سریعترین در لیست TOP500 تا نوامبر ۲۰۱۸.

### سیستم‌های کم مصرف و موبایل
با آغاز قرن بیست و یکم، اکثر سیستم‌های کم مصرف و موبایل به معماری RISC اعتماد داشتند. مثالها عبارتند از:
معماری ARM بر بازار سیستم‌های جاسازی شده کم مصرف و کم هزینه (به‌طور معمول ۲۰۰–۱۸۰۰ مگاهرتز در سال ۲۰۱۴) حاکم است. در تعدادی سیستم مانند اکثر سیستم‌های مبتنی بر Android , Apple iPhone و iPad , Microsoft Windows Phone (Windows Mobile سابق)، دستگاه‌های RIM , Nintendo Game Boy Advance , DS، 3DS و Switch , Raspberry Pi و غیره استفاده می‌شود.
از PowerPC IBM در کنسول‌های بازی GameCube , Wii , PlayStation 3، Xbox 360 و Wii U استفاده شده‌است.
خط MIPS (در یک مقطع مورد استفاده در بسیاری از رایانه‌های SGI) در کنسول‌های بازی پلی استیشن، پلی استیشن ۲، نینتندو ۶۴، پلی استیشن قابل حمل و دروازه‌های مسکونی مانند سری‌های Linksys WRT54G مورد استفاده قرار گرفت.
SuperH Hitachi، در اصل در Sega Super 32X , Saturn و Dreamcast مورد استفاده گسترده قرار گرفته بود، هم‌اکنون توسط Renesas به عنوان SH4 تولید و فروخته شده‌است.
Atmel AVR در محصولات مختلفی از کنترلرهای دستی Xbox و سکوی میکروکنترلر منبع باز آردوینو گرفته تا خودروهای BMW استفاده می‌شود.
RISC-V، پنجمین منبع باز برکلی RISC ISA، دارای فضای آدرس ۳۲ یا ۶۴ بیتی، یک مجموعه دستورالعمل کوچک عدد صحیح هسته و یک ISA آزمایشی «فشرده» برای تراکم کد و برای پسوندهای استاندارد و خاص طراحی شده‌است.

### ایستگاه‌های کاری، سرورها و ابر رایانه‌ها
MIPS توسط Silicon Graphics (ساخت سیستم‌های مبتنی بر MIPS در سال ۲۰۰۶ متوقف شد).
SPARC، توسط اوراکل (سان مایکروسیستمز سابق) و فوجیتسو بودند.
IBM's IBM POWER مجموعه معماری، PowerPC و Power ISA را که مشهورترین کاربرد آن در بسیاری از مدل‌های رایانه ای Macintosh است تا اواخر سال ۲۰۰۵ و در بسیاری از ابر رایانه‌های IBM، سرورهای میان رده و ایستگاه‌های کاری مشهور است.
PA-RISCهای Hewlett-Packard، همچنین با عنوان HP-PA شناخته می‌شود (در پایان سال ۲۰۰۸ قطع شد).
آلفا، در رایانه‌های تک بورد، ایستگاه‌های کاری، سرورها و ابر رایانه‌های شرکت تجهیزات دیجیتال، سپس Compaq و سرانجام HP (که از سال ۲۰۰۷ قطع شد) استفاده می‌شود.
RISC-V، منبع باز پنجم برکلی RISC ISA، دارای فضای آدرس ۶۴- یا ۱۲۸ بیتی، و هسته عدد صحیح با نقطه شناور، اتمی و پردازش بردار گسترش یافته و طراحی شده‌است که با دستورالعمل‌های مربوط به شبکه، I / O، گسترش می‌یابد. و پردازش داده‌ها یک طرح فوق‌العاده ۶۴ بیتی با عنوان «موشک» برای بارگیری در دسترس است.

## جستارهای وابست
- رایانه با دستورهای پیچیده (CISC)
- مجموعه دستورالعمل‌های معماری